# خاندان وادا
خاندان وادا، (به ژاپنی: 和田氏) یکی از خاندان‌های سامورایی و یکی از شاخه‌های خاندان میئورا که آن نیز از خاندان کانموتایرا سرچشمه گرفت، در ژاپن بود.